# Dohai nemzetközi repülőtér
A Doha nemzetközi repülőtér Doha és Katar egyetlen nemzetközi repülőtere, a katari nemzeti légitársaság, a Qatar Airways bázisrepülőtere volt 2014. április 30-ig, a Hamad nemzetközi repülőtér megnyitásáig. A repülőtéren 3 mecset, valamint üzletek és éttermek is működtek. Bár az új repülőtér átadásával a régin minden menetrend szerinti utasszállító forgalom megszűnt, a katari légierő és pár charterjárat még használja.

## Utasforgalom
| Év   | Utasok száma | Teherszállítás (t) | Gépmozgás |
| ---- | ------------ | ------------------ | --------- |
| 1998 | 2 100 000    | 86 854             |           |
| 1999 | 2 300 000    | 62 591             |           |
| 2002 | 4 406 304    | 90 879             | 77 402    |
| 2003 | 5 245 364    | 118 406            | 42 130    |
| 2004 | 7 079 540    | 160 088            | 51 830    |
| 2005 | 9 377 003    | 207 988            | 59 671    |
| 2006 | 11 954 030   | 262 061            | 103 724   |
| 2007 | 9 459 812    | 252 935            | 65 373    |
| 2008 | 12 272 505   | 414 872            | 90 713    |
| 2009 | 13 113 224   | 528 906            | 101 941   |
| 2010 | 15 724 027   | 707 831            | 118 751   |
| 2011 | 18 108 521   | 795 558            | 136 768   |
| 2012 | 21 163 382   | 826 677            | 155 672   |

## Fordítás
- Ez a szócikk részben vagy egészben  a   Doha International Airport című angol Wikipédia-szócikk fordításán alapul.  Az eredeti cikk szerkesztőit annak laptörténete sorolja fel. Ez a jelzés csupán a megfogalmazás eredetét és a szerzői jogokat jelzi, nem szolgál a cikkben szereplő információk forrásmegjelöléseként.